# Hard-Fi
Hard-Fi je britská indie rocková skupina založená roku 2001, jejíž debutové album Stars of CCTV bylo v roce 2005 oceněno Mercury Prize.
Mezi její členy patří Richard Archer (zpěv, kytara), Ross Phillips (kytara, pomocné vokály), Kai Stephens (basová kytara) a Steve Kemp (bicí).
Obě desky Hard-Fi byly velmi úspěšné – umístily se shodně na prvních místech britské albové hitparády a sklidily příznivý ohlas kritiků. Debut Stars of CCTV zaznamenal prodejnost převyšující 1,2 mil. kopií a vyhrál Mercury Prize.

## Diskografie

### Studiová alba
- 2005 – Stars of CCTV
- 2007 – Once Upon a Time in the West
- 2011 – Killer Sounds

### Singly
- 2005 – „Cash Machine"
- 2005 – „Tied Up Too Tight"
- 2005 – „Hard to Beat"
- 2005 – „Living for the Weekend"
- 2005 – „Cash Machine" (2. vydání)
- 2006 – „Better Do Better"
- 2007 – „Suburban Knights"
- 2007 – „Can't Get Along (Without You)"
- 2008 – „I Shall Overcome"

### Ostatní
- 2005 – Sessions@AOL (EP)
- 2006 – In Operation / CCTVersions (DVD)
- 2007 – Once Upon a Time in December (koncertní CD)